# 소치필리

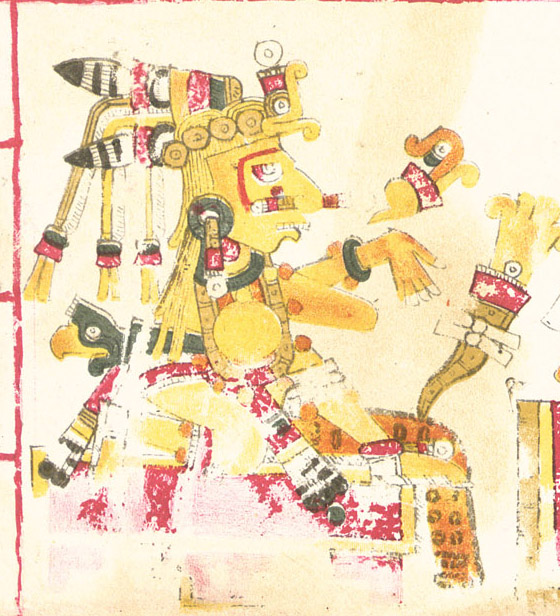
소치필리의 형상

소치필리(Xochipilli)는 아스텍 신화에 나오는 예술, 놀이, 아름다움, 춤, 꽃, 옥수수, 그리고 노래의 신이다. 그의 이름은 나우아틀어로 "꽃의 왕자"라는 뜻을 갖고 있다. 소치필리는 마쿠일소치틀(Macuilxochitl)이라고도 일컬어지는데, 이는 "다섯 송이의 꽃"이란 뜻을 갖고 있다.
소치필리의 아내는 인간 여성인 마야우엘(Mayahuel)이며, 그의 쌍둥이 자매는 소치케찰(Xochiquetzal)이다. 토지의 비옥함과 농업 생산을 책임지는 신으로서 소치필리는 비의 신 틀랄록(Tlaloc) 및 옥수수의 신 신테오틀(Cinteotl)과 관련돼 있다.